# Diethe (Stolzenau)
Diethe ist ein Ortsteil der Gemeinde Stolzenau im Landkreis Nienburg/Weser in Niedersachsen.

## Geographie und Verkehrsanbindung
Der Ortsteil Diethe besteht aus den südwestlich der Kerngemeinde Stolzenau links der Weser gelegenen Dörfern Diethe, Langern, Bülten und Strahle. Das Dorf liegt an der Kreisstraße K 15. Die B 215 verläuft westlich, die Landesgrenze zu Nordrhein-Westfalen östlich und südlich.

## Geschichte
Diethe wird 1221 erstmals urkundlich erwähnt. Im Zuge der Gebietsreform vom 1. März 1974 wurde die bis dahin selbständige Gemeinde Diethe in die Gemeinde Stolzenau eingegliedert, die seit 2011 der Samtgemeinde Mittelweser angehört.